# Fernando Inciarte

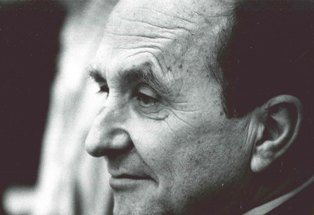
Fernando Inciarte Armiñán

Fernando Inciarte Armiñán (* 30. Mai 1929 in Madrid; † 9. Juni 2000 in Pamplona) war ein spanischer Philosoph, Hochschullehrer und Autor. Er war Professor für Philosophie an der Westfälischen Wilhelms-Universität in Münster sowie Mitglied der Real Academia de Ciencias Morales y Políticas. Er gehörte Anfang der 1950er Jahre zu den Gründern der deutschen Sektion der römisch-katholischen Organisation Opus Dei.

## Leben
Im Anschluss an seine erste Promotion zum Dr. phil. in Rom gehörte Fernando Inciarte 1952 zusammen mit dem katalanischen Priester Alfons Par, dem Mediziner Jorge Cervós-Navarro und dem Juristen Fernando Echeverría zu den ersten Opus-Dei-Mitgliedern, die von Josemaría Escrivá nach Deutschland entsandt wurden, um das Opus Dei aufzubauen. Er promovierte 1956 ein zweites Mal in Köln und habilitierte sich 1968 an der Albert-Ludwigs-Universität Freiburg. Ab 1975 dokumentierte er die Tagungen des Lindenthal-Instituts in Köln. Von 1975 bis zu seiner Emeritierung 1994 war er als ordentlicher Professor für Philosophie und als Direktor des Philosophischen Seminars an der Westfälischen Wilhelms-Universität Münster tätig. Seine Antrittsvorlesung an der Universität Münster hielt er am 15. Mai 1976. Seine Lehr- und Vortragstätigkeit umfasste auch Gastaufenthalte an verschiedenen europäischen sowie nord- und südamerikanischen Hochschulen. Er war außerplanmäßiger Professor der Opus-Dei-Universität von Navarra in Pamplona, wo er Doktorandenkolloquien durchführte.
Inciarte beschäftigte sich besonders mit der Philosophie des Aristoteles, Heideggers, der Phänomenologie und der angelsächsischen Sprachphilosophie. Die Herausgabe seiner Schriften, die teilweise unveröffentlicht geblieben sind und in denen er ein eigenes philosophisches System darlegt, liegt in den Händen der Universität Navarra in Pamplona.
Inciarte analysierte die Kritik seitens des logischen Positivismus und der Psychoanalyse an der traditionellen Metaphysik und stimmte ihr in einigen Punkten zu. Dennoch bedeutet dies nach seiner Auffassung nicht das Ende der Metaphysik als „Erste Philosophie“, sondern schafft Möglichkeiten, rationalistische oder objektivistische „Schieflagen“ in der Metaphysik zu korrigieren. In seinen Essays zur politischen Philosophie befasste er sich mit Grundlagen des spanischen Nations- und Staatsverständnisses der Transitionszeit. In seiner Kulturkritik stand er Robert Spaemann nahe, den er für das Opus Dei begeisterte. Inciarte wies auf die etymologische Abhängigkeit der Begriffe „Kultur“ und „Kult“ hin, deren Beziehung im säkularistischen Kulturverständnis der Gegenwart verloren zu gehen drohe, was seine Schülerin, die Kulturphilosophin Ana Marta González, als Kernproblem der Kulturkrise unserer Zeit begreift.

## Schriften (Auswahl)
- Die Reflexionsbestimmung im dialektischen Denken. Köln 1957.
- Forma Formarum: Strukturmomente der thomistischen Seinslehre im Rückgriff auf Aristoteles. Freiburg/München 1970.
- Transzendentale Einbildungskraft: zu Fichtes Frühphilosophie im Zusammenhang des transzendentalen Idealismus. Bonn 1970.
- Eindeutigkeit und Variation. Die Wahrung der Phänomene und das Problem des Reduktionismus. Freiburg/München 1973.
- El reto del positivismo lógico. Rialp, Madrid 1974, ISBN 84-321-1666-1.
- mit Peter Geach, Robert Spaemann: Persönliche Verantwortung. Adamas-Verlag, Köln 1982.
- Natur- und/oder Vernunftrecht. 30 Thesen und ein Versuch. In: Fernando Inciarte, Berthold Wald (Hrsg.): Menschenrechte und Entwicklung. Im Dialog mit Lateinamerika (= Bibliotheca Ibero-Americana. Band 39). Vervuert, Frankfurt am Main 1992, ISBN 3-89354-539-5, S. 87–99.
- Breve Teoría de La España Moderna. Eunsa, Pamplona 2001, ISBN 84-313-1915-1.
- Die Bedeutung der Freiheit für den seligen Josemaría Escrivá. In: César Ortiz: (Hrsg.): Josemaría Escrivá. Profile einer Gründergestalt. Adamas-Verlag, Köln 2002, S. 419–432.
- Alejandro Llano (Hrsg.): Liberalismo y republicanismo. Ensayos de filosofía política. Eunsa, Pamplona 2001, ISBN 84-313-1924-0.
- Lourdes Flamarique (Hrsg.): Imágenes, palabras, signos. Sobre arte y filosofía. Eunsa, Pamplona 2004, ISBN 84-313-2165-2.
- Lourdes Flamarique (Hrsg.): First Principles, Substance and Action. Georg Olms, Hildesheim 2005, ISBN 978-3-487-12987-7.
- María Antonia Labrada Rubio (Hrsg.): La imaginación trascendental en la vida, en el arte y en la filosofía. Eunsa, Pamplona 2012, ISBN 978-84-313-2867-2.
- Lourdes Flamarique (Hrsg.): Cultura y verdad. Eunsa, Pamplona 2016, ISBN 978-84-313-3158-0.

## Auszeichnungen
- Premio Roncesvalles (Philosophiepreis der Universität Navarra[6]), 1998